# Jeruzsálem-díj
A  Jeruzsálem-díj (teljes neve angolul: Jerusalem Prize for the Freedom of the Individual in Society) egy nemzetközi irodalmi díj, melyet 1963 óta kétévente osztanak ki olyan íróknak, akik az emberi szabadságról, társadalomról, politikáról és környezetről írtak. A díjat a Jeruzsálemi Nemzetközi Könyvvásár (Jerusalem International Book Fair – JIBF) alkalmával adják át a díjazottaknak Jeruzsálemben, akik a díj átvételekor valakinek azt felajánlják. Az eseményen több mint 40 ország 1200 kiadója szokott részt venni, összesen hozzávetőleg 100 000 könyvet állítanak ki több különböző nyelven.
1995-től arab országok is bekapcsolódtak a díjba (Marokkó, Egyiptom, Jordánia). Öt Jeruzsálem-díjas író kapott irodalmi Nobel-díjat is.

## Díjazottak
- 1963: Bertrand Russell
- 1965: Max Frisch
- 1967: Andre Schwarz-Bart
- 1969: Ignazio Silone
- 1971: Jorge Luis Borges
- 1973: Eugène Ionesco
- 1975: Simone de Beauvoir
- 1977: Octavio Paz
- 1979: Isaiah Berlin
- 1981: Graham Greene
- 1983: V. S. Naipaul
- 1985: Milan Kundera
- 1987: J. M. Coetzee
- 1989: Ernesto Sabato
- 1991: Zbigniew Herbert
- 1993: Stefan Heym
- 1995: Mario Vargas Llosa
- 1997: Jorge Semprún
- 1999: Don DeLillo
- 2001: Susan Sontag
- 2003: Arthur Miller
- 2005: António Lobo Antunes
- 2007: Leszek Kolakowski
- 2009: Murakami Haruki
- 2011: Ian McEwan
- 2013: Antonio Muñoz Molina
- 2015: Ismail Kadare
- 2017: Karl Ove Knausgaard
- 2019: Joyce Carol Oates
- 2021: Julian Barnes
- 2025: Michel Houellebecq

## Külső hivatkozások
- Jerusalem Book Fair